# Agano (città)
Agano (阿賀野市?) è una città giapponese della prefettura di Niigata.